# Supella mirabilis
Supella mirabilis är en kackerlacksart som först beskrevs av Robert Walter Campbell Shelford 1908.  Supella mirabilis ingår i släktet Supella och familjen småkackerlackor. Inga underarter finns listade i Catalogue of Life.